# Toxophora rubida
Toxophora rubida är en tvåvingeart som beskrevs av Ephraim Porter Felt 1911. Toxophora rubida ingår i släktet Toxophora och familjen svävflugor. Inga underarter finns listade i Catalogue of Life.